# 阿格鲁姆岬 (月球)

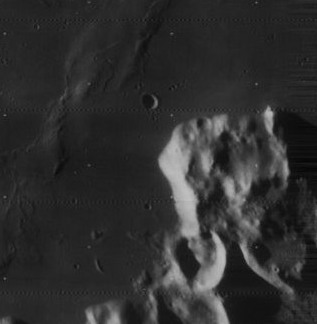
月球轨道4号拍摄的危海中的阿格鲁姆岬斜视图

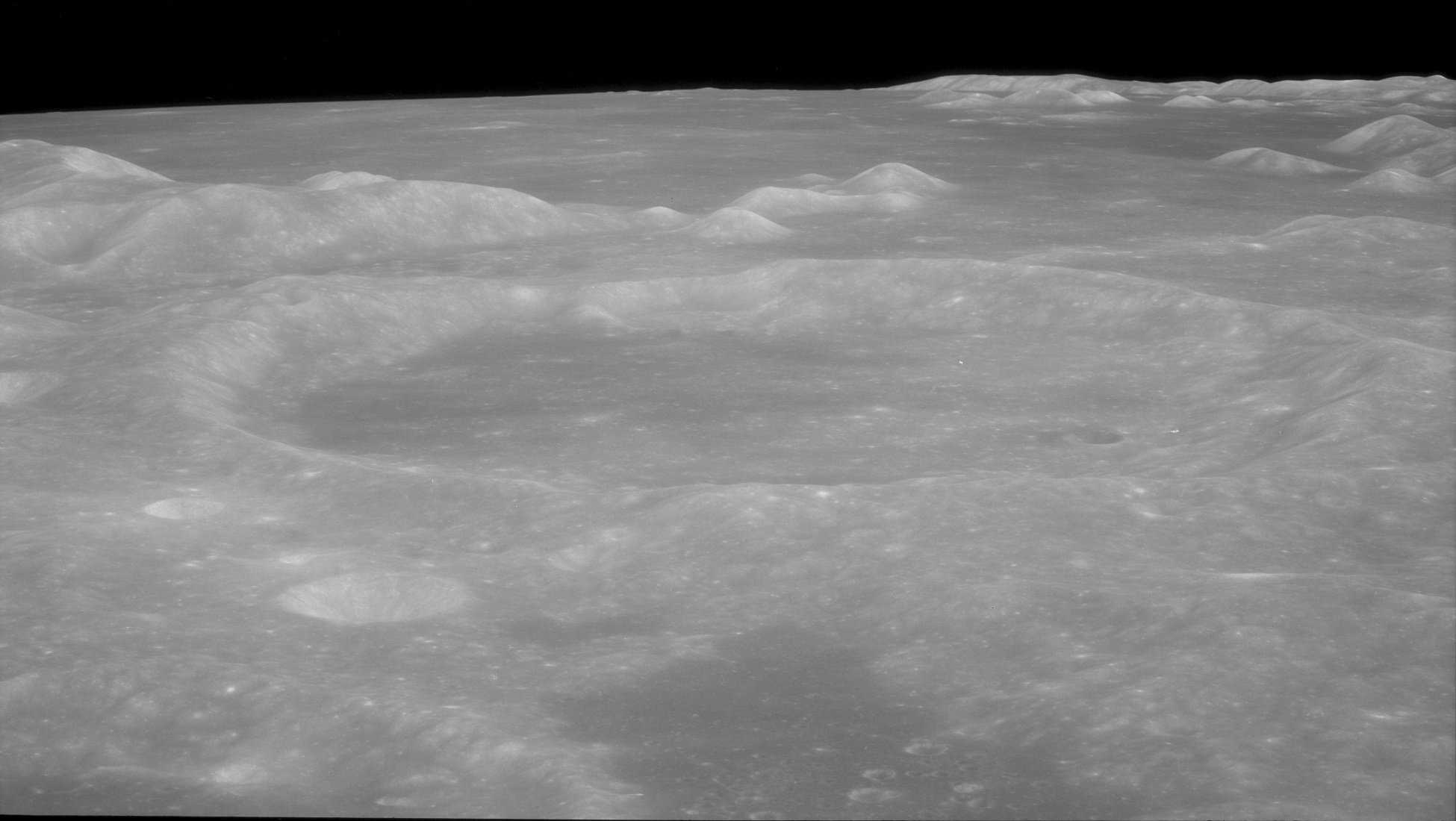
来自阿波罗11号的视图显示了孔多塞环形山（Condorcet）和阿格鲁姆岬（左上）以及危海（背景）

阿格鲁姆岬（Promontorium Agarum）是月球正面上一座伸入危海东南部达40公里的隆起山角，其宽度约80公里。月面坐标为北纬13.87°、东经65.73°（13°52′N 65°44′E / 13.87°N 65.73°E）。
阿格鲁姆岬是1647年由约翰·赫维留所命名月球地形特征之一。取自亚速海北岸一座海岬的古希腊名- 也许是现在的别尔江斯克沙滩（Berdiansk Spit）或“费多托娃沙滩”（Fedotova Spit）。在此，它只是赫维留用该名称命名的四个特征之一。